# Сенка деспотице (роман)
„Сенка деспотице” је историјски роман Видана Николића који је у свом првом издању ушао у најужи круг књига кандидованих за Нинову награду. Каснија издања романа штамана су под насловом „Проклета Јерина”.